# Lyric Street Records
Lyric Street Records — американский лейбл звукозаписи, принадлежащий компании Disney Music Group.

## История
Рэнди Гудман ранее роботал генеральным менеджером RCA Records, в июне 1997 года он основал лейбл Lyric Street Records, который должен был стать дочерней компанией Hollywood Records. Первым музыкантом записавшимся на лейбле была Лари Уайт. Гудман решил не приглашать в компанию музыкальных продюсеров а полагаться на творчество музыкантов.
Группа SHeDAISY подписала контракт с лейблом в 1999 году. В 2000 году Rascal Flatts выпустила на Lyric Street Records сингл «Prayin' for Daylight». В декабре 2006 года контракт с лейблом заключил Баки Ковингтон, финалист American Idol.
В октябре 2008 года лейбл открыл свой дистрибьютор Carolwood Records. На дистрибьюторе уже записывалось несколько музыкантов. Но в ноябре 2009 года Carolwood Records был закрыт.
14 апреля 2010 год Disney Music Group объявила о закрытии лейбла. Многие музыканты стали выпускать свои песни на других лейблах компании Disney Music Group. Группа Rascal Flatts начала записываться на Big Machine Records.

## Исполнители
- Нейт Баррет[10]
- Джон Берри[англ.]
- Сара Бакстон[англ.][4]
- Шэйн Колдуэлл[11]
- Баки Ковингтон[англ.][4]
- Билли Рэй Сайрус
- Кевин Дэнни[англ.]
- Тайлер Дикерсон[англ.][4]
- Кевин Фаулер[англ.][4]
- Эшли Гиринг
- Джош Гарцин[англ.]
- Керри Харвик[англ.]
- Соня Айзекс[англ.]
- Кортни Уилсон[англ.]
- Love and Theft[англ.][4]
- Марсель[англ.]
- Брайан Маккомас[англ.]
- The Parks[4]
- Rascal Flatts[4]
- Ragsdale
- Rushlow[англ.]
- Дерик Руттан[англ.]
- Sawyer Brown[англ.]
- Лиза Шаффер[англ.]
- SHeDAISY[англ.][4]
- Фил Стейси[англ.]
- Руби Соммер
- Аарон Типпин[англ.]
- Трент Томлинсон[англ.]
- Chuck Wagon & the Wheels[англ.]
- Лари Уайт[англ.]
- Дэйв Уилсон

### Записывались ранее
- Джессика Эндрюс
- Love and Theft[англ.][4]
- The Parks[4]
- Руби Соммер
- Трент Томплинсон[англ.]